# 법률시장개방
법률시장개방은 법률시장을 개방하는 것이다. 외국변호사 개인이 들어와서 외국법에 대한 자문 활동을 할 수 있도록 하는 것부터 외국로펌이 국내에서 외국법에 대해 영업을 할 수 있도록 하는 것, 외국로펌이 국내로펌과 합작로펌을 개설하는 것, 외국변호사가 국내변호사처럼 국내법에 대한 변호사 업무도 할 수 있는 것까지 다양한 단계가 있다. 아무리 법률시장이 개방된 국가라도 법체계와 법률이 유사한 경우가 아니면 외국변호사가 국내변호사처럼 국내법에 대한 변호사 업무를 수행하는 것은 허용하지 않는다.

## 같이 보기
- 외국변호사
- 외국법자문사